# SegaSonic the Hedgehog
SegaSonic the Hedgehog (セガソニックザヘッジホッグ, , Segasonikku za hejjihoggu) (ou Sonic the Hedgehog Arcade) é um jogo isométrico arcade (Sega System 32) criado em 1993 do Sonic the Hedgehog. 
É um jogo diferente da maioria dos jogos do Sonic, foi o jogo no qual houve a estreia de dois personagens: Mighty the Armandillo e Ray the Squirrel, sendo que Ray apareceu somente neste jogo até o Sonic Mania Plus.

## Enredo
O Dr. Eggman instalou em uma ilha sua nova base a Eggman's Tower. Sonic, Mighty e Ray tentam escapar de umas das invenções de Eggman, mas são capturados. Ao chegar a parte externa da torre, ele ativa um jato d'agua, fazendo os cair em Volcanic Vault. Se eles chegarem em sua base ele ativará a autodestruição de sua base, tendo 20 segundos para escapar.

## Recepção e legado
No Japão, a Game Machine listou SegaSonic the Hedgehog em sua edição de 15 de novembro de 1993 como sendo a sexta unidade de arcade de mesa de maior sucesso do ano. A Electronic Gaming Monthly deu a SegaSonic the Hedgehog uma pontuação perfeita de 10/10. A revista afirmou que o jogo "quebra a sua percepção do que um bom jogo deve ser", reservando muitos elogios para seus gráficos e música, e a variedade de níveis. Ela também elogiou as animações e cinemáticas "hilárias" dos personagens e encorajou os leitores a jogar o jogo.